# Chiostro dei Santi Marcellino e Festo

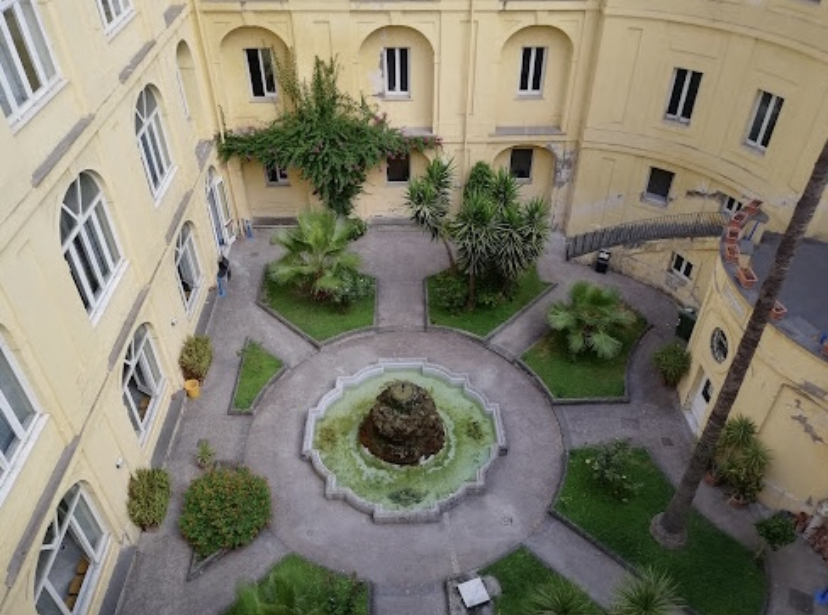
Interni del complesso

Il Complesso dei Santi Marcellino e Festo è un edificio di Napoli, che si apre lungo Via Leopoldo Rodinò, 22, ad angolo con Largo San Marcellino, 10. È la sede del Dipartimento di Scienze Politiche e del Museo di paleontologia di Napoli dell'Università Federico II.

## Storia
In origine un complesso monastico, la sua storia risale all'Alto medioevo: infatti, in un documento del 1º marzo 763 la badessa del primitivo monastero dei Santi Marcellino e Pietro cedette al duca di Napoli Stefano II una casa con orto in prossimità della chiesa del monastero. Dopo quattro anni Stefano II fu eletto vescovo e fondò un'altra casa religiosa, dedicata a San Festo, confinante con il monastero di San Marcellino. Il monastero dei Santi Marcellino e Pietro fu oggetto di alcuni interventi, come il rimaneggiamento avvenuto nel IX secolo e la cessione di un quadro da parte dell'arcivescovo di Napoli che probabilmente era stato donato da Basilio II Bulgaroctono.

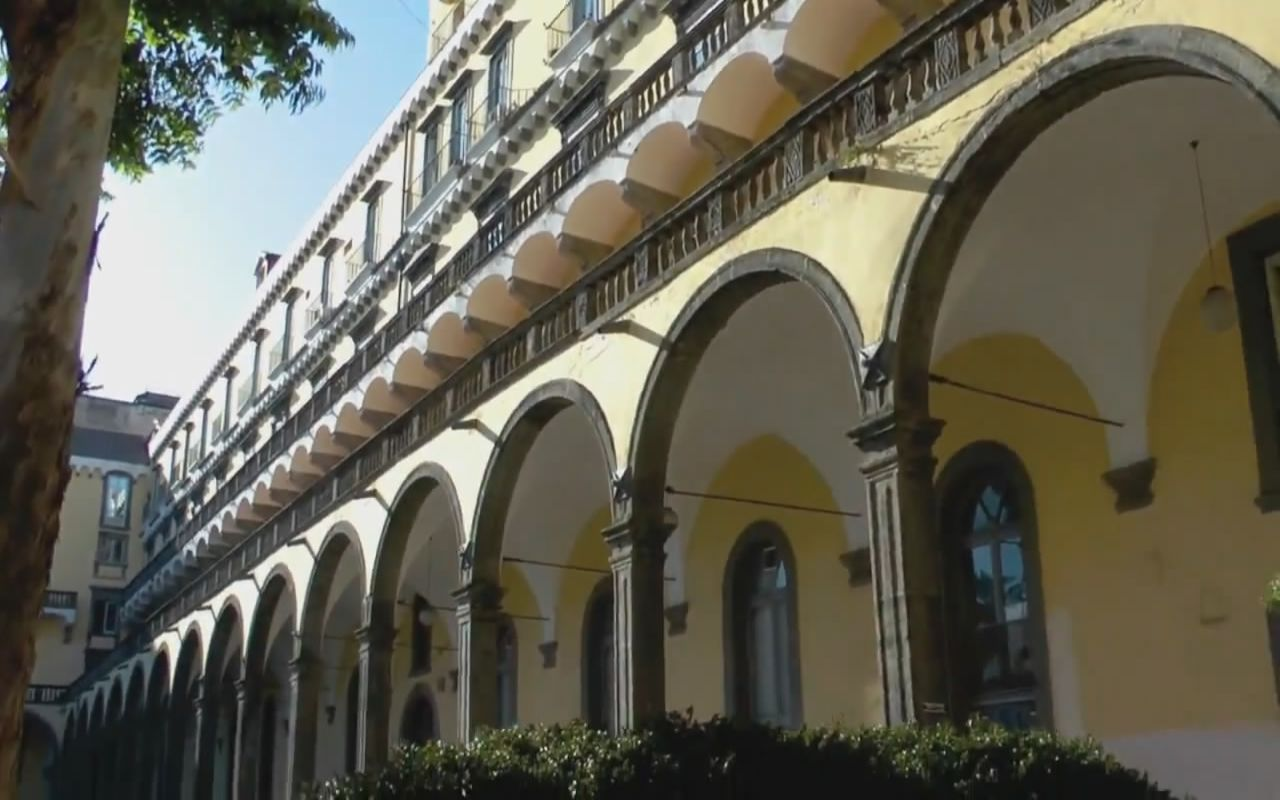
Vista di dell'arcata sul lato lungo

Nel 1565 il monastero di San Festo venne soppresso a causa delle povertà delle sue rendite e delle vocazioni; inoltre su di esso gravarono anche le leggi del Concilio di Trento in materia di monasteri ed edifici religiosi. Nel frattempo, quand'anche altri luoghi di culto cittadini si unirono tra loro, quello di San Festo si accorpò al complesso dei Santi Marcellino e Pietro con però gravi conseguenze: alcune monache, infatti, furono fatte prigioniere mentre le altre si piegarono alla regola del monastero. Da questo momento in poi il monastero si chiamò dei Santi Marcellino e Festo.
Di conseguenza, con queste nuove acquisizioni furono necessari lavori di ristrutturazione e di espansione, tanto che il 2 agosto 1567 fu iniziata la trasformazione degli ambienti sotto la direzione di Giovanni Vincenzo Della Monica.
Tuttavia, alla fine del Seicento la situazione economica si aggravò causando non pochi problemi strutturali a tutto il complesso; ad esempio, le volte delle camere e della chiesa erano quasi pericolanti. Per sollecitare il restauro della chiesa fu necessario l'annuncio della visita del cardinale Francesco Pignatelli. L'opera di ristrutturazione fu avviata nel 1754 sotto la guida di Mario Gioffredo e Luigi Vanvitelli; il primo fu però estromesso dai lavori e pertanto fu il solo Vanvitelli a completare nel 1772 l'opera con la chiusura del lato est del complesso, con la realizzazione di un chiostrino disposto su un livello inferiore e sul quale si affaccia l'oratorio della Scala Santa.
Nel XIX secolo il monastero, con il regno di Gioacchino Murat, fu soppresso per divenire dapprima educandato femminile e successivamente convitto. Nel 1907 le sale del complesso furono trasformate per ospitare l'Università di Napoli; tuttavia la struttura, al fine di renderla idonea alla sua nuova funzione, fu danneggiata a causa dell'aggiunta di un ulteriore corpo di fabbrica adiacente. Nel 1932 invece altri ambienti son divenuti sede del Museo di paleontologia della città.

## Descrizione

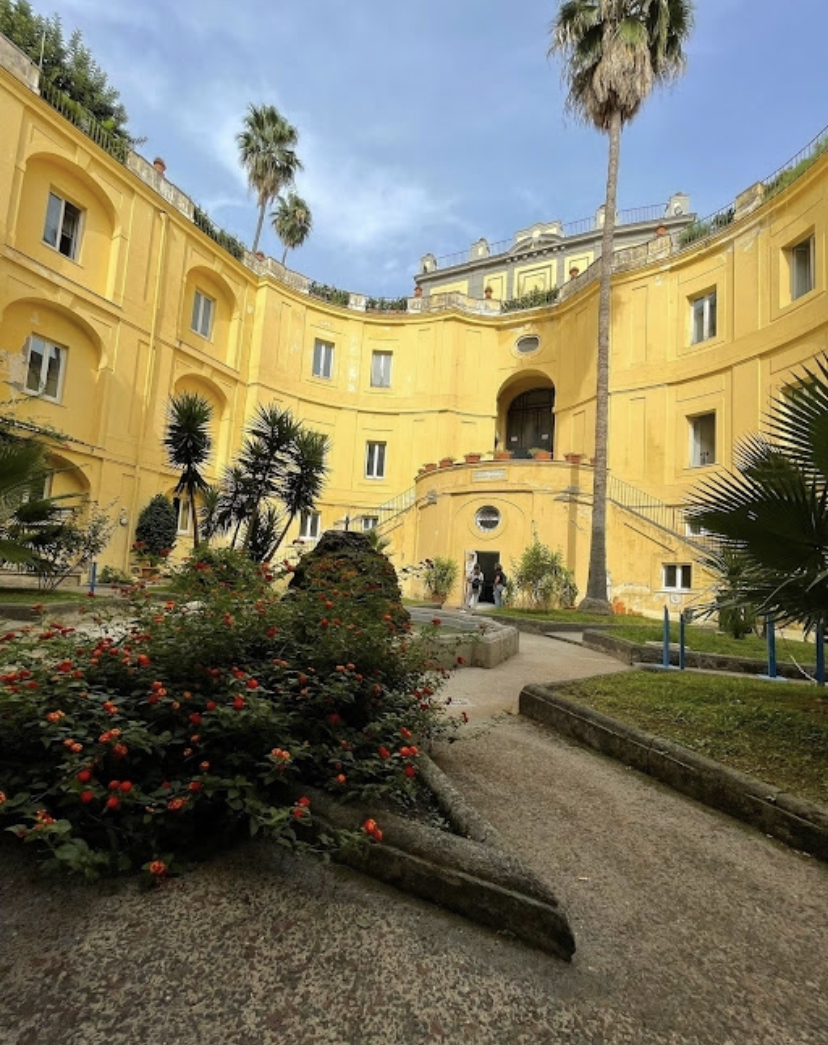
Giardini del complesso

Il complesso è a pianta rettangolare con tre arcate pilastrate le cui strutture sono ricoperte da decorazioni in piperno; al centro è un giardino otto-novecentesco decorato con varie fontane in piperno e marmo.
Sul complesso si affacciano diverse sale, tra cui quella capitolare nel lato sud-occidentale, pavimentata in maioliche da Giuseppe Massa nel 1740 circa e che è oggi sede del Museo di Paleontologia. Tutto il lato occidentale del complesso vede comunque un'architettura priva delle arcate, che inizia dalla sala del Capitolo e che conclude a nord con una terrazza panoramica che dà sul mare e su cui si affaccia l'oratorio della Scala Santa, disposto su un livello inferiore rispetto al complesso e che risulta raggiungibile tramite uno scalone monumentale al lato.

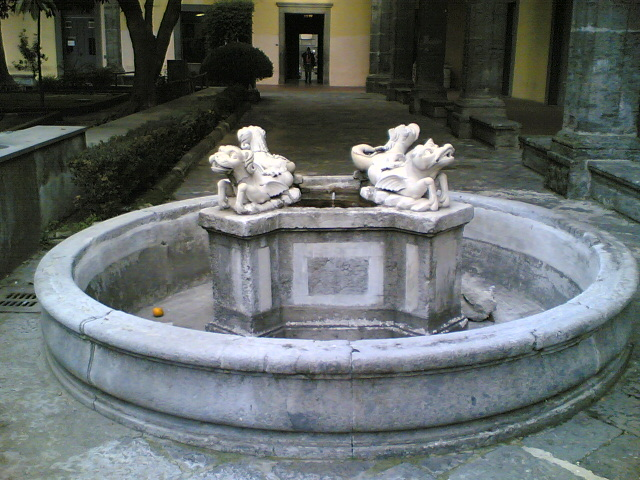
Una delle fontane del chiostro

Lungo le pareti delle arcate sono disposti numerosi reperti d'archeologia rinvenuti durante i frequenti lavori al cantiere; sul lato sud si apre infine l'accesso laterale alla chiesa, in corrispondenza del pilastro tra la prima e seconda cappella del lato destro.